# USATC S100
Паровоз S100 — военный танк-паровоз типа 0-3-0, разработанный по инициативе Транспортного корпуса США и выпускавшийся в 1942—1944 гг. на американских заводах. Эксплуатировался в ряде стран Европы и Азии.

## В Европе
После Второй мировой войны французские государственные железные дороги SNCF купили 77 паровозов S100 и обозначили серией 030TU.
Jugoslovenske železnice (югославские государственные железные дороги) купили много паровозов S100 и обозначили серией 62. В 1950-х годах завод Đuro Đaković (Славонский Брод, Югославия) построил большое количество паровозов серии 62, в том числе и для промышленных предприятий. Они отличались незначительными деталями, главным образом использованием листовых рам вместо брусковых, что привело к повышению оси котла. В связи с этим парорабочие трубы сделаны изогнутыми, а не прямыми, а также были уменьшены по высоте дымовая труба, сухопарник и песочница для попадания в габариты Югославских железных дорог. Некоторые промышленные предприятия бывшей Югославии эксплуатируют эти паровозы до сих пор.
Греческие государственные железные дороги приобрели 20 паровозов S100 и обозначили их серией Δα (Дельта-Альфа). Österreichische Bundesbahnen (Австрийские Государственные железные дороги) приобрели 10 и обозначили их серией 989.
Ferrovie dello Stato в Италии приобрели 4 паровоза и обозначил их серией 831.
Угледобывающая компания Oranje-Nassau Mijnen в Нидерландах, приобрела два S100 (USATC 4389 и 1948) и обозначила их ON-26 (Davenport 2533) и ON-27 (Davenport 2513) соответственно. ОН-26 был продан музею железных дорог Stoomtrein Goes-Borsele.
Southern Railway (Англия) купила 15 паровозов S100 (14 для эксплуатации и один для запасных частей) и обозначила их классом USA. Другие S100 в Британии использовались в промышленности.
Также некоторое количество паровозов S100 попало в СССР и они эксплуатировались в промышленности.

## В Азии и Африке
Китай приобрел около 20 паровозов S100, обозначив их серией XK2.
В 1946 году Египетские государственные железные дороги купили восемь и обозначили их 1151—1158.
Военное министерство Великобритании временно предоставило 6 паровозов Палестинским железным дорогам. В 1946 году они купили два из них, оба из которых в 1948 году вошли в состав Израильских железных дорог.
Иракские государственные железные дороги купили 5 штук, и обозначили их классом SA и дали им номера 1211—1215. Все пять были построены в заводом Davenport.